# Edward Herbert, 1.º Barão Herbert de Cherbury
Edward Herbert, 1.º Barão Herbert de Cherbury (ou Chirbury) KB (3 de março de 1583 – 5 de agosto de 1648) foi um soldado, diplomata, historiador, poeta e filósofo religioso inglês do Reino da Inglaterra.
Estudou várias línguas e disciplinas na University College, Oxford, e começou sua carreira política no Parlamento, representando os condados galeses Montgomeryshire e Merioneth.
Como soldado, Herbert distinguiu-se nos Países Baixos, servindo sob o comando do Príncipe de Orange. Sua carreira diplomática foi mais ativa em Paris, onde ele pretendia arranjar um casamento entre Carlos, Príncipe de Gales, e Henriqueta Maria, que ocorreu em 1625.
Herbert recebeu um pariato irlandês como o Barão Herbert da Ilha do Castelo em 1624, seguido por um baronato inglês em 1629. Durante a Guerra Civil Inglesa, ele assumiu uma postura neutra, retirando-se para o Castelo de Montgomery, onde se rendeu ao Parlamento.
Herbert é mais conhecido por seu trabalho em filosofia, particularmente seu tratado De Veritate que o posicionou como o "pai do deísmo inglês". Esta obra seminal distingue verdade de revelação, probabilidade, possibilidade e falsidade. Outros trabalhos significativos incluem o De religione gentilium, um trabalho pioneiro sobre religião comparada, e a Expedição Buckinghami ducis, uma defesa das ações do Duque de Buckingham em 1627.
Herbert também produziu um corpo de poemas, mostrando sua destreza como um discípulo fiel de Donne, e sua autobiografia fornece um relato animado de sua vida até 1624.

## Vida

### Início da vida
Edward Herbert era o filho mais velho de Richard Herbert do Castelo de Montgomery (um membro de um ramo colateral da família dos Condes de Pembroke) e de Madalena, filha de Sir Richard Newport, e irmão do poeta George Herbert. Ele nasceu na Inglaterra em Eyton-on-Severn perto de Wroxeter, Shropshire. Depois de aulas particulares, matriculou-se no University College, em Oxford, como um cavalheiro plebeu, em maio de 1596. Em 28 de fevereiro de 1599, aos 15 anos, casou-se com sua prima Maria, então com 21 anos, ("não obstante a disparidade de anos entre nós"), que era filha e herdeira de Sir William Herbert (m. 1593). Ele voltou para Oxford com sua esposa e mãe, continuou seus estudos e aprendeu francês, italiano e espanhol, bem como música, equitação e esgrima. Durante este período, antes de completar 21 anos, ele começou uma família.

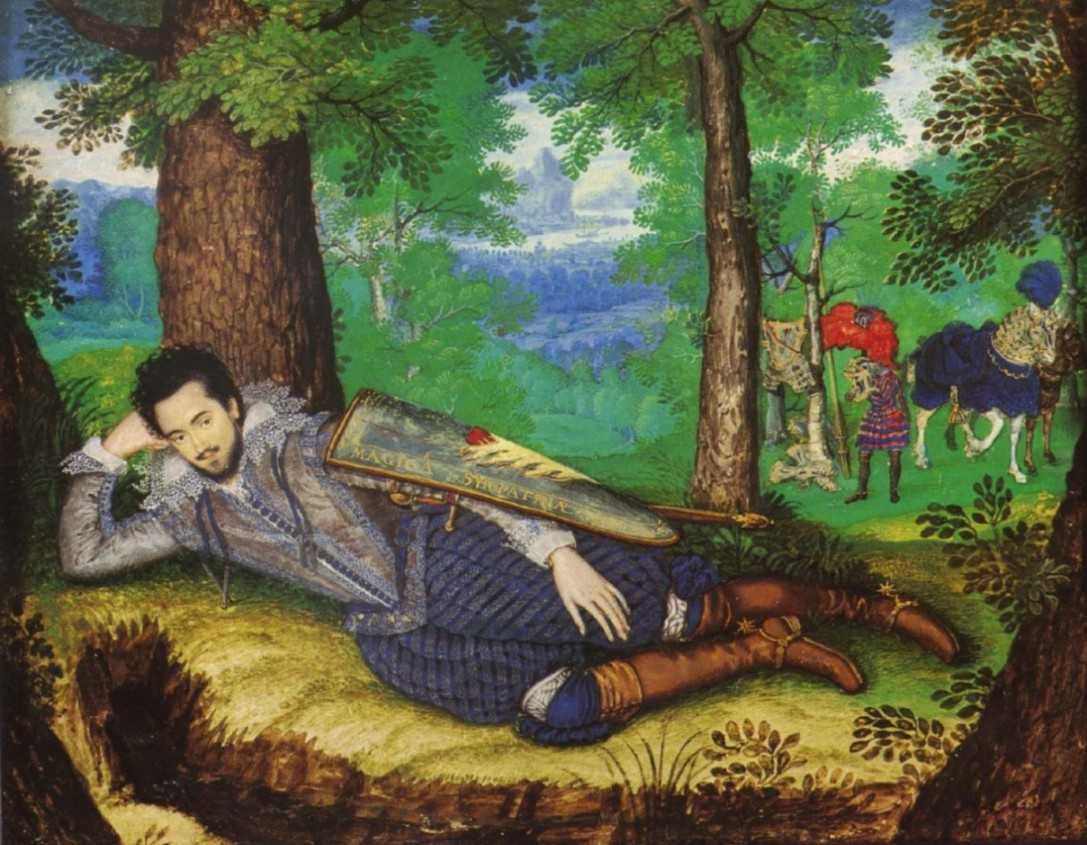
Edward Herbert, retrato em miniatura c. 1613–1614 por Isaac Oliver, agora em Powis Castle

Herbert entrou no Parlamento como cavaleiro do condado de Montgomeryshire em 1601. Com a ascensão do rei Jaime I, apresentou-se na corte e foi criado cavaleiro do Banho em 24 de julho de 1603. De 1604 a 1611 foi membro do Parlamento por Merioneth. A partir de 1605 ele foi magistrado e nomeado xerife de Montgomeryshire para 1605.

### Soldado
Em 1608, Edward Herbert foi para Paris, com Aurelian Townshend, desfrutando da amizade e hospitalidade do antigo Condestável de Montmorency em Merlou e conhecendo o rei Henrique IV; ele se hospedou por muitos meses com Isaac Casaubon. Em seu retorno, como ele escreveu sobre si mesmo, ele estava "em grande estima tanto na corte quanto na cidade, muitos dos maiores desejando minha companhia". Neste período, ele era próximo de Ben Jonson e John Donne, e em Epicoene de Jonson, ou a Mulher Silenciosa a que Herbert é provavelmente aludido. Tanto Donne quanto Jonson o homenagearam em poesia. Em dezembro de 1609, ele lutou com um porteiro escocês no Palácio de Greenwich que havia arrancado uma fita do cabelo de Mary Middlemore, e se o Conselho Privado não tivesse impedido, teria travado um duelo em Hyde Park.
Em 1610, Herbert serviu como voluntário nos Países Baixos sob o comando do Príncipe de Orange, de quem se tornou amigo íntimo, e distinguiu-se na captura de Juliers do Sacro Imperador Romano-Germânico. Ele se ofereceu para decidir a guerra engajando-se em combate único com um campeão escolhido entre os inimigos, mas seu desafio foi recusado. De volta à Inglaterra, em 1611, ele sobreviveu a um assalto em Londres por Sir John Eyre, que o acusou de ter um caso com sua esposa Dorothy. Ele fez uma visita a Spínola, no acampamento espanhol perto de Wezel, e depois ao eleitor palatino em Heidelberg, posteriormente viajando pela Itália. A exemplo do Duque de Saboia, ele liderou uma expedição de 4 000 huguenotes de Languedoc para o Piemonte para ajudar os Savoyards contra a Espanha, mas depois de quase perder a vida na viagem para Lyon, ele foi preso em sua chegada lá, e a empreitada não deu em nada. Daí ele retornou aos Países Baixos e ao Príncipe de Orange, chegando à Inglaterra em 1617.

### Diplomata
Em 1619, Herbert foi feito embaixador em Paris, recebendo sua comitiva Thomas Carew. Ele se envolveu com o caso de Piero Hugon, que havia roubado joias pertencentes a Ana da Dinamarca. Uma briga com de Luynes e um desafio enviado por ele a este último ocasionaram sua lembrança em 1621. Após a morte de de Luynes, Herbert reassumiu seu posto em fevereiro de 1622.
Ele era popular na corte francesa e mostrou considerável habilidade diplomática. Seus principais objetivos eram realizar o casamento entre Carlos, Príncipe de Gales e Henriqueta Maria, e garantir a assistência de Luís XIII para Frederico V, Eleitor Palatino. Ele falhou neste último, e foi demitido em abril de 1624.
Herbert voltou para casa muito endividado e recebeu pouca recompensa por seus serviços além do pariato irlandês do Barão Herbert da Ilha do Castelo em 31 de maio de 1624 e do baronato inglês de Herbert de Cherbury, ou Chirbury, em 7 de maio de 1629.

### Últimos anos
Em 1632, Herbert foi nomeado membro do conselho de guerra. Ele assistiu ao rei em York durante a Primeira Guerra dos Bispos com a Escócia em 1639, e em maio de 1642 foi preso pelo parlamento por insistir na Câmara dos Lordes a adição das palavras "sem causa" à resolução de que o rei violou seu juramento de coroação ao fazer guerra ao parlamento. Ele determinou depois disso não tomar mais parte na luta que se tornou a Guerra Civil Inglesa, retirou-se para o Castelo de Montgomery e recusou a convocação do rei para Shrewsbury, alegando problemas de saúde.
Em 5 de setembro de 1644, ele entregou o castelo, por negociação, às forças parlamentares lideradas por Sir Thomas Myddelton. Ele retornou a Londres, submeteu-se e recebeu uma pensão de £ 20 por semana. Em 1647 ele fez uma visita a Pierre Gassendi em Paris, e morreu em Londres no verão seguinte, aos 65 anos, sendo enterrado na igreja de St Giles in the Fields.

### Família
Herbert deixou dois filhos, Ricardo (c. 1600–1655), que o sucedeu como 2º Lorde Herbert de Cherbury, e Eduardo. Os filhos de Ricardo, Edward Herbert (m.1678) e Henry Herbert (m.1691), sucederam ao título, após o que foi extinto. Foi revivido em 1694 quando Henry Herbert (1654-1709), filho de Sir Henry Herbert (1594-1673), último irmão sobrevivente do 1º Lorde Herbert, foi criado Lorde Herbert de Cherbury. O primo e homônimo de Lord Herbert, Sir Edward Herbert, também foi uma figura proeminente na Guerra Civil Inglesa.

## De Veritate
A principal obra de Herbert é o De Veritate, prout distinguitur a revelatione, a verisimili, a possibili, et a falso (Sobre a verdade, como se distingue da revelação, o provável, o possível e o falso) Ele a publicou a conselho de Grotius.
No De Veritate, Herbert produziu o primeiro tratado puramente metafísico, escrito por um inglês. A verdadeira reivindicação de Herbert para a fama é como "o pai do deísmo inglês". As noções comuns de religião são os famosos cinco artigos, que se tornaram a carta dos deístas ingleses. Charles Blount, em particular, atuou como publicitário da ideia de Herbert.
Foi colocado no índice de livros proibidos da Igreja Católica.

## Outros trabalhos

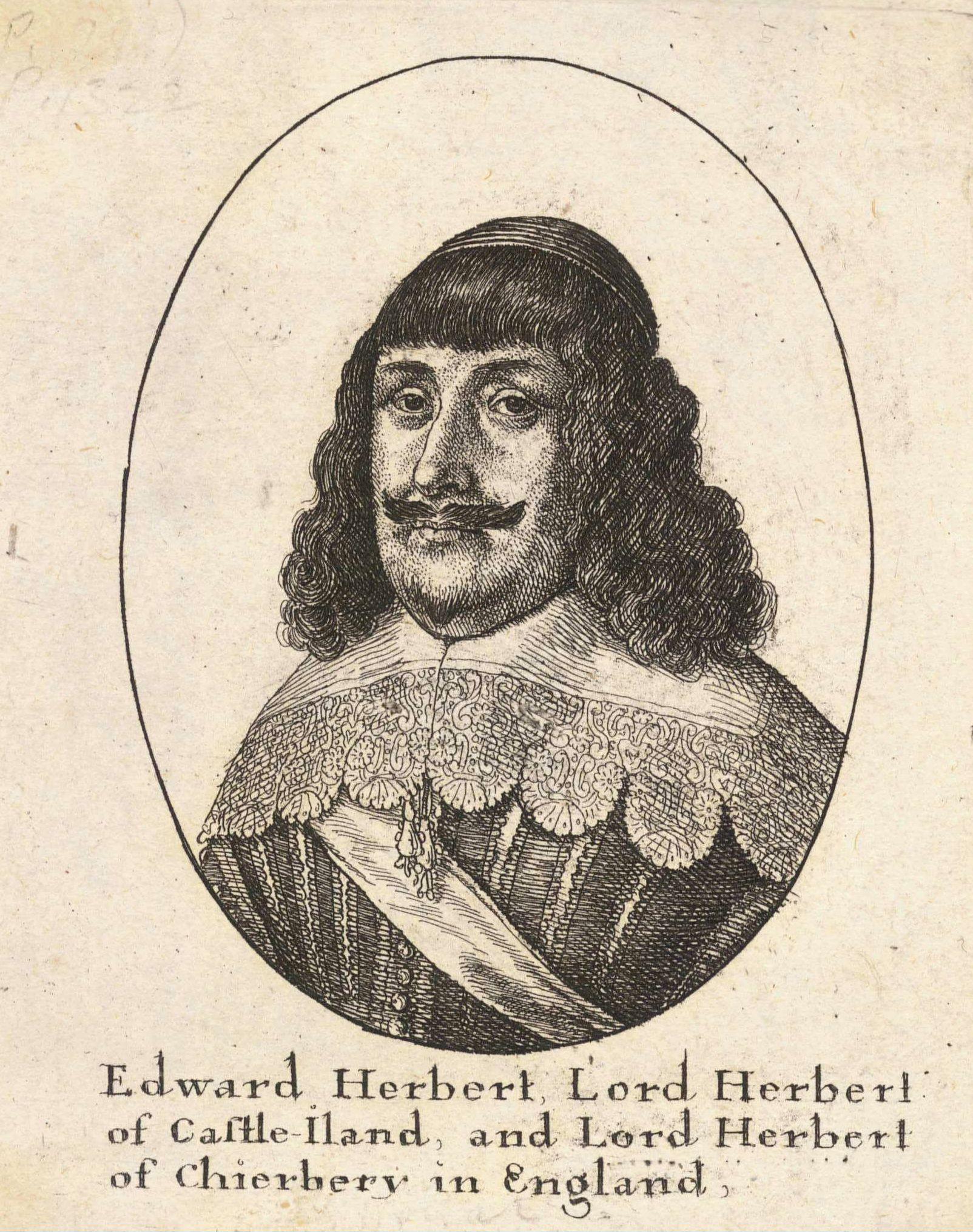
Lorde Herbert de Cherbury porWenceslaus Hollar

O De religione gentilium foi uma obra publicada postumamente, influenciada pelo De theologia gentili de Gerardus Vossius, e vista em impressão por Isaac Vossius. É um trabalho inicial sobre religião comparada, e dá, nas palavras de David Hume, "uma história natural da religião". É também, em certa medida, dependente do De dis Syris de John Selden, e do Quaestiones celeberrimae em Genesim de Marin Mersenne. Ao examinar as religiões pagãs, Herbert descobre a universalidade de seus cinco grandes artigos, e que estes são claramente reconhecíveis. A mesma linha é mantida nos tratados De causis errorum, uma obra inacabada sobre falácias lógicas, Religio laici, e Ad sacerdotes de religione laici (1645).
O primeiro trabalho histórico de Herbert foi a Expedição Buckinghami ducis, uma defesa da conduta do Duque de Buckingham na expedição La Rochelle de 1627. A Vida e Raigne do Rei Henrique VIII (1649) é considerada boa para o seu período, mas dificultada por fontes limitadas.
Seus poemas, publicados em 1665 (reimpressos e editados por John Churton Collins em 1881), mostram-no em geral um discípulo fiel de Donne. Suas sátiras são pobres, mas alguns de seus versos líricos mostram poder de reflexão e verdadeira inspiração, enquanto seu uso do metro depois empregado por Tennyson em seu "In Memoriam" é particularmente feliz e eficaz. Seus poemas neolatinos são evidências de sua erudição. Três deles apareceram junto com o De causis errorum em 1645.
A estas obras deve acrescentar-se um Diálogo entre um Tutor e um Aluno, que é de autenticidade contestada; e um tratado sobre a supremacia do rei na Igreja (manuscrito no Record Office e no Queen's College, Oxford). Sua autobiografia, publicada pela primeira vez por Horace Walpole em 1764, uma narrativa ingênua e divertida, está muito ocupada com seus duelos e aventuras amorosas, e termina em 1624. Faltam suas amizades e o lado diplomático de sua embaixada na França, em relação aos quais ele descreveu apenas o esplendor de sua comitiva e seus triunfos sociais.
Ele era um alaúde, e sua coleção Lord Herbert of Cherbury's Lute-Book sobrevive em manuscrito. Suas próprias composições, em todos os quatro prelúdios, quatro pavans e um courante, são de estilo conservador, mostrando pouca influência das obras da escola francesa que aparecem em sua coleção. De acordo com o polímata Samuel Hartlb, ele também compôs "algumas peças excelentes para a Viola da Gamba", mas estas não existem. Hartlib registrou em suas Efemérides que essas peças foram compostas "Ex intimis Matheseos fundamentis" da qual Herbert derivou "Rules" para composição, sugerindo que Herbert estava escrevendo música derivada da mathesis universalis.
Herbert também foi autor de uma peça inacabada, 'A Amazônia', cujo rascunho de trabalho foi redescoberto em 2009. A peça foi provavelmente escrita enquanto ele estava completando o De Veritate durante seus mandatos como embaixador inglês na França, 1619-21 e 1622-4.

## Visões da oração
Joseph Waligore, em seu artigo "The Piety of the English Deists" mostrou que Herbert era um dos mais piedosos dos deístas, pois orava fervorosamente a Deus e acreditava que Deus dava sinais em resposta às nossas orações. Ele tinha tanta certeza de que Deus respondia às nossas orações que dizia que a oração era uma ideia que Deus colocava em cada ser humano. Ele disse que:
toda religião crê que a Divindade pode ouvir e responder orações; e somos obrigados a assumir uma Providência especial – omitir outras fontes de prova – do testemunho universal do sentido da assistência divina em tempos de aflição. 
Para Herbert, esse testemunho universal de Deus respondendo às nossas orações significava que era uma noção comum ou algo gravado em nosso coração por Deus. Herbert falava por experiência. Em sua autobiografia, Herbert disse que uma vez orou e recebeu um sinal divino. Ele havia escrito De Veritate e estava se perguntando se deveria publicá-lo. Então ele se ajoelhou e orou fervorosamente a Deus pedindo um sinal que o instruísse o que fazer. Mesmo sendo um dia claro, ensolarado e sem vento, Herbert disse que ouviu um barulho suave no céu limpo que o confortou tanto que decidiu que era um sinal de Deus que ele deveria publicar seu livro. Herbert escreveu:
Sendo assim duvidoso em minha Câmara, um dia justo no Verão, meu Casement sendo aberto para o Sul, o Sol brilhando claro e nenhum Vento se agitando, peguei meu livro, De Veritate, em minha mão e, ajoelhado sobre meus joelhos, disse devotamente estas palavras: "Ó Deus Eterno, Autor da Luz que agora brilha sobre mim, e Doador de todas as Iluminações interiores, Rogo-te, da Tua infinita Bondade, que perdoe um Pedido maior do que um Pecador deve fazer; Não estou suficientemente satisfeito se publicarei este Livro, De Veritate; se for para a tua glória, suplico-te que me dês algum sinal do céu, se não, eu o suprimei." Eu não tinha falado essas palavras, mas um barulho alto e suave veio dos céus (pois era como nada na Terra) que me confortou e alegrou tanto, que eu tomei minha Petição como garantida, e que eu tinha o Sinal que eu exigia, e então também resolvi imprimir meu Livro. 
Herbert foi atacado por ministros protestantes ortodoxos do século XVIII como um entusiasta religioso. Um ministro, John Brown, disse que sua alegação de ter recebido um sinal de Deus era "entusiástica". Outro ministro, John Leland, disse que até mesmo pedir tal sinal era impróprio, pois Deus não se envolve assim na vida das pessoas. Leland disse que a reivindicação de Herbert "passou por um alto ataque de entusiasmo. ... Acho que talvez tenha sido justamente duvidado se um endereço de um tipo tão particular, como o feito por seu senhorio, era apropriado ou regular. Não me parece que estejamos bem fundamentados para solicitar ou esperar um sinal extraordinário do céu." esses dois comentaristas cristãos do século XVIII não viam a compreensão de Herbert de Deus como distante e desenvolvida. Em vez disso, Herbert foi atacado por acreditar em uma divindade excessivamente envolvida que tinha um relacionamento excessivamente íntimo com as pessoas.
Os estudiosos modernos do deísmo muitas vezes têm dificuldade em encaixar as visões religiosas de Herbert em seu esquema do que os deístas acreditavam. Por exemplo, Peter Gay disse que Herbert – que viveu no início do século XVII – era atípico dos deístas posteriores porque Herbert pensava ter recebido um sinal divino mas Waligore argumenta que, em vez de dizer que Herbert não era um deísta, deveríamos mudar nossas noções sobre os deístas e seu relacionamento com Deus através da oração.
Além de acreditar em orações e sinais divinos, Herbert também acreditava em milagres, revelação e inspiração divina direta. Herbert tinha tanta certeza de que Deus realizava milagres que ele pensou que essa doutrina, e a noção relacionada de que Deus respondia às nossas orações, era uma ideia que Deus colocou em cada ser humano. Herbert disse que sua ênfase na religião natural não significava que a revelação era supérflua. Ele disse que achava que a Bíblia era uma "fonte mais segura de consolo e apoio" do que qualquer outro livro e lê-la agitou "todo o homem interior" para a vida. Herbert pensava que a inspiração divina geralmente acontecia através "do médium dos espíritos (...) vários anjos, demônios, inteligências e gênios". Ele disse que poderíamos ter certeza de que tínhamos inspiração divina se nos preparássemos para ela e ela atendesse a certas condições. Para começar, disse Herbert, "devemos empregar orações, votos, fé e toda faculdade que possa ser usada para invocar" o divino. Então, "o sopro do Espírito Divino deve ser imediatamente sentido" e o curso de ação recomendado deve ser bom. Quando essas condições foram atendidas, "e sentimos a orientação Divina em nossas atividades, devemos reconhecer com reverência a boa vontade de Deus".

## Edições e traduções
- Hauptwerke (Main Works): reimpressão anastática editada em três volumes por Günter Gawlick, Stuttgart / Bad Cannstatt: Frommann-Holzboog, 1966-1971.
- 1. De veritate (Editio tertia), De causis errorum, De religione laici, Parerga. (Londres 1645).
- 2. De religione gentilium errorumque apud eos causis. (Amsterdam 1663).
- 3. A dialogue between a tutor and his pupil. (Amsterdam 1768).
- De Veritate, English translation by Meyrick H. Carré (University of Bristol, 1937); facsimile reprint: Thoemmes Continuum (1992) ISBN 1-85506-126-0.